# Disostosis espondilotorácica
La Disostosis espondilotorácica es una condición autosómica recesiva infrecuente la cual se caracteriza por anomalías congénitas de la columna vertebral y las costillas. Es más prevalente entre personas de origen puertorriqueño.

## Signos y síntomas
Se caracteriza por la fusión inapropiada y anormal de las vértebras (sinostosis vertebral) entre sí, este fenómeno (fusión ósea) también ocurre entre las costillas más cercanas a la columna vertebral. Esto le da una apariencia de "ventilador" o "cangrejo" a la caja torácica cuando se hacen radiografías de pecho.
Los pacientes con esta condición también presentan pechos y cuellos anormalmente rigidos y cortos, lo cual resulta en enanismo de tronco corto.

## Complicaciónes
Debido a la presencia de un pecho corto, este mismo no se puede expandir apropiadamente durante la respiración, lo cual puede llevar a dificultades de respiración que pueden ser potencialmente mortales.
Cuando los pulmones se expanden durante la respiración en pacientes con esta condición, el  diafragma es "empujado hacia abajo" poniendole presión al abdomen, lo cual puede llevar al desarrollo de una hernia inguinal, una hernia umbilical, o una combinación de los dos.

## Diagnóstico
El diagnóstico se puede hacer por medio de pruebas genéticas, radiografías, y examen físico general.

## Tratamiento
El tratamiento está enfocado en los síntomas, los cuales pueden ser tratados con cirugía plástica (cirugía torácica VEPTR) hecha por especialistas en salud ósea (ortopedistas), con máquinas para la respiración, y cuidado intensivo. (vigilancia constante en un hospital u otro ambiente clínico)

## Genética
Esta condición es causada por mutaciones en el gen MESP2, este gen provee información para la creación de una proteína, la cual es muy importante para la separación de las vértebras y las costillas durante la vida embrionaria. Las mutaciones involucradas en esta condición provocan que la creación de esa misma proteína no ocurra (y que por ende no exista) o que se produzca una proteína muy corta sin función alguna, esto lleva a que la separación ósea de las vértebras y las costillas no ocurra adecuadamente y que, por ende, estén tanto fusionadas como malformadas.
Estas mutaciones son heredadas siguiendo un patrón autosómico recesivo, lo cual significa que para que los síntomas de la condición sean exhibidos por un individuo, tiene que haber heredado dos copias de un gen de ambos padres, ya sea que estén afectados o no. (los padres)

## Prevalencia
Según OMIM, alrededor de 30 casos han sido descritos en la literatura médica, de los cuales el 49% eran pacientes provenian de Puerto Rico.
Se cree que esta condición afecta a una de cada 200,000 personas globalmente, sin embargo, esta condición es más común entre gente de ascendencia puertorriqueña, afectando (se cree) aproximadamente a 1 de cada 12,000 puertorriqueños.

## Casos
Los siguientes son casos reportados en la página de OMIM para esta condición (# 608681 SPONDYLOCOSTAL DYSOSTOSIS 2, AUTOSOMAL RECESSIVE; SCDO2)
- Abril de 2004: A S Cornier et al. describe a 27 pacientes de Puerto Rico, dichos pacientes exhibían fusión de las costillas, apariencia similar a la de un ventilador (o a la de un cangrejo) del tórax, y defectos en la formación y segmentación de las vértebras, los cuales incluían diámetro antero-posterior disminuído, y longitud lateral aumentada, estas mismas anomalías le daban una forma de hoz a las vértebras. El 44% de los pacientes habían muerto antes de los 6 meses de edad, la causa de muerte en todos ellos era insuficiencia respiratoria asociada con restricción pulmonar.[10]

- Junio de 2004: Neil V Whittock et al. describe a dos niños los cuales fueron el producto de padres consanguíneos árabes de Líbano, estos niños presentaban el acortamiento y rigidez del tórax y cuello junto con morfología vertebral anormal. Cuando se les hizo una prueba genética a estos niños, se encontró una duplicación de 4 bp en el exon 1 del gen MESP2 (a la cual se le llamo dup 500-503), ambos niños eran homocigotos para esta mutación (es decir, portaban la mutación en ambas copias del gen MESP2), sus papás eran heterocigotos para la mutación (es decir, portaban la mutación en solo una copia del gen MESP2) y un tercer hijo (el cual era el hermano completo de los niños) no portaba la mutación en lo absoluto (homocigoto normal).[11]